# Grachev (cráter)

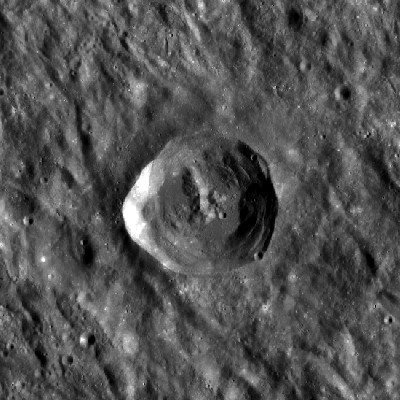
Fotografía de la misión Lunar Reconnaissance Orbiter

Grachev es un cráter de impacto situado en la cara oculta de la Luna, al noroeste de la cuenca de impacto del Mare Orientale, en la falda exterior formada por el material expulsado que rodea el anillo de los Montes Cordillera. Atravesando el borde sudoeste de Grachev aparece la Catena Michelson, una formación en forma de valle constituida por una cadena lineal de pequeños cráteres, con orientación radial respecto a la cuenca del Mare Orientale. Al norte se halla el cráter Leuschner.
Grachev presenta el borde exterior ligeramente erosionado sólo en su lado norte, donde muestra una pequeña protuberancia hacia el exterior. El  fondo del cráter carece relativamente de rasgos distintivos, con una pequeña elevación cerca del punto medio.